# Махмудов, Махкам Азамович
Махка́м Аза́мович Махму́дов (тадж.  Махкам Аъзамович Маҳмудов, род. 17 июля 1957) — председатель Конституционного суда Республики Таджикистан (2009—2019).

## Биография
Образование высшее, в 1979 году с отличием окончил юридический факультет Таджикского Государственного Университета.
С 1979 года работал ассистентом кафедры гражданского права. С 1983 г. по 1986 год являлся аспирантом ТГУ, с 1987 по 1993 годы работал ассистентом, старшим преподавателем, доцентом и профессором кафедры гражданского права юридического факультета. С 1993 по 2006 годы работал в должности декана юридического факультета ТГНУ.
В 1990—1995 годах — депутат Маджлиса народных депутатов г. Душанбе. В 2002 году Указом Президента Республики Таджикистан назначен членом Маджлиси милли Маджлиси Оли Республики Таджикистан второго созыва, в 2005 году Указом Президента Республики Таджикистан назначен членом Маджлиси милли Маджлиси Оли Республики Таджикистан третьего созыва. В 2005 году на первой сессии Маджлиси милли Маджлиси Оли Республики Таджикистан третьего созыва избран Председателем комитета Маджлиси милли Маджлиси Оли Республики Таджикистан по обеспечению конституционных основ, прав и свобод человека, гражданина и законности.
С 2006 года работал заместителем Руководителя Исполнительного аппарата Президента Республики Таджикистан, с 2008 года — первый заместитель Руководителя Исполнительного аппарата Президента Республики Таджикистан.
С 2004 года — член-корреспондент, а с 2008 года — академик Академии наук Республики Таджикистан. 18 мая 2009 года избран Председателем Конституционного суда Республики Таджикистан. Автор более 200 научных и научно-популярных работ.

## Награды
- Заслуженный юрист Республики Таджикистан.
- Награждён орденом «Исмоили Сомони» 2-й степени.
- Орденом «Содружество» и медалями.
- Судья высшего квалификационного класса.
- Медаль «МПА СНГ. 25 лет» (27 марта 2017 года, Межпарламентская ассамблея СНГ) — за заслуги в деле развития и укрепления парламентаризма, за вклад в развитие и совершенствование правовых основ функционирования Содружества Независимых Государств, укрепление международных связей и межпарламентского сотрудничества[2].